# Thalictrum koikeanum
Thalictrum koikeanum är en ranunkelväxtart som beskrevs av Sera, Hamada och Kadota. Thalictrum koikeanum ingår i släktet rutor, och familjen ranunkelväxter. Inga underarter finns listade i Catalogue of Life.